# ГЕС Порто-Естрела
ГЕС Порто-Естрела (порт. Usina de Porto Estrela) — гідроелектростанція в Бразилії у штаті Мінас-Жерайс. Знаходячись після ГЕС Сальто-Гранде, становить нижній ступінь у каскаді на річці Санто-Антоніо, що є лівою притокою Ріо-Досі (впадає в Атлантичний океан за 80 км на північ від Віторії).
У межах проекту річку перекрили греблею висотою 61 метр та довжиною 420 метрів, яка утримує сховище об'ємом у 89 млн м3 (корисний об'єм 33 млн м3). Розташований поряд з нею пригреблевий машинний зал обладнали двома турбінами загальною потужністю 112 МВт.
Видача продукції відбувається по ЛЕП, розрахованій на роботу під напругою 230 кВ.